# Stabsapotheker
Der Stabsapotheker ist einer der Dienstgrade der Bundeswehr. Stabsapotheker sind Sanitätsoffiziere, staatlich geprüfte Lebensmittelchemiker und approbierte Apotheker. Der Dienstgrad wird durch den Bundespräsidenten mit der Anordnung des Bundespräsidenten über die Dienstgradbezeichnungen und die Uniform der Soldaten auf Grundlage des Soldatengesetzes festgesetzt.

## Dienststellungen
Junge Stabsapotheker haben bisher in der Regel nur zeitweise beispielsweise in der kurzen Periode vor ihrem Studienbeginn und in den Famulaturen Kontakt zur Truppe gehabt. Um ihrer Vorgesetztenfunktion zukünftig in den Streitkräften ausfüllen zu können, erhalten Stabsapotheker zunächst eine (Kurz-)Ausbildung zum militärischen Vorgesetzten. Anschließend werden sie in allen Bereichen  der Wehrpharmazie eingesetzt. Angestrebt werden im Folgenden Ausbildungsstationen, die zur Qualifikation Fachapotheker führen. Stabsapotheker dienen in den Bundeswehrapotheken in den Versorgungs- und Instandsetzungszentren für Sanitätsmaterial, in den Krankenhausapotheken der Bundeswehrkrankenhäuser und in den dislozierten Fachsanitätszentren. Junge Stabsapotheker beschäftigen sich dort vor allem mit der Sanitätsmateriallogistik. In den Bundeswehrkrankenhäusern übernehmen sie auch Aufgaben auf dem Gebiet der Krankenhaushygiene, Arzneimittelüberwachung und Lebensmittelkontrolle.  In der Sanitätsakademie und angegliederten Instituten wie dem Institut für Mikrobiologie der Bundeswehr, dem Institut für Pharmakologie und Toxikologie oder in einem der Zentralen Institute des Sanitätsdienstes erfolgt der Einsatz auf den Gebieten (analytische) Pharmazie und Lebensmittelchemie. In den  Überwachungsstellen für öffentlich-rechtliche Aufgaben beschäftigen sie sich unter anderem mit der Lebensmittelüberwachung, Arzneimittelüberwachung und Hygiene im Bereich der Bundeswehrliegenschaften und in den Einsatzländern.

## Ernennung
Für die Ernennung zum Stabsapotheker oder die Einstellung mit diesem Dienstgrad gelten dieselben gesetzlichen Grundlagen und Anforderungen beispielsweise hinsichtlich Mindestdienstzeit, Laufbahnzugehörigkeit und Dienstverhältnis wie bei Stabsärzten. Statt einer Approbation als Arzt oder Zahnarzt ist die Approbation als Apotheker und die staatliche Prüfung zum Lebensmittelchemiker Voraussetzung. Wie andere Sanitätsoffizieranwärter beenden angehende Apotheker in der Regel im Dienstgrad Leutnant (bzw. Leutnant zur See) ihr Pharmazie- und Aufbaustudium zum Lebensmittelchemiker an einer zivilen Universität und werden mit der Approbation zum Stabsapotheker befördert.

## Dienstgradabzeichen

Aufschiebe-
schlaufen für Feldanzug der Heeresuniformträger

Das Dienstgradabzeichen für Stabsapotheker entspricht im Wesentlichen dem für Stabsärzte. Zur Unterscheidung der Stabsapotheker dient ein Laufbahnabzeichen in Form eines abgewandelten Äskulapstabes. Die Schlange windet sich im Laufbahnabzeichen für Apotheker über einer Apothekerschale in doppelter Windung (um einen nicht dargestellten bzw. gedachten Stab).

## Geschichte
Der Dienstgrad wurde mit der sechsten Anordnung des Bundespräsidenten über die Dienstgradbezeichnungen und die Uniform der Soldaten vom 5. Mai 1966 neu geschaffen.

## Sonstiges
Hinsichtlich Befehlsbefugnis in truppendienstlicher und fachlicher Hinsicht im Sinne der Vorgesetztenverordnung und Wehrdisziplinarordnung, hinsichtlich äquivalenter, nach- und übergeordneter Dienstgrade im Sinne der ZDv 14/5 und hinsichtlich der Besoldung sind im Übrigen Stabsapotheker dem Stabsarzt gleichgestellt. In der nach der Soldatenlaufbahnverordnung und ZDv 20/7 regelmäßig zu durchlaufenden Beförderungsreihenfolge ist der vorangehende Dienstgrad der Leutnant für Heeres- und Luftwaffenuniformträger bzw. der Leutnant zur See für Marineuniformträger. Der nachfolgende Dienstgrad im Sinne der Soldatenlaufbahnverordnung ist der Oberstabsapotheker.
| Offizierdienstgrad |                                                                   |                                                        |
| Niedrigerer Dienstgrad |                                                                   | Höherer Dienstgrad                                     |
| Oberleutnant Oberleutnant zur See                                                                                               | Hauptmann Kapitänleutnant Stabsarzt Stabsapotheker Stabsveterinär | Stabshauptmann Stabskapitänleutnant Oberstabsapotheker |
| Dienstgradgruppe: Mannschaften – Unteroffiziere o.P. – Unteroffiziere m.P. – Leutnante – Hauptleute – Stabsoffiziere – Generale |                                                                   |                                                        |